# 山田猪太郎

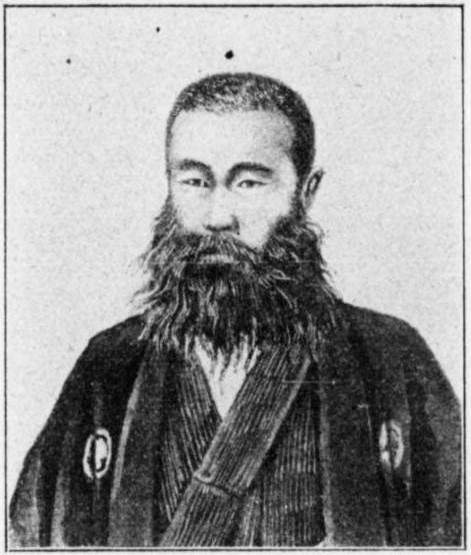
山田猪太郎

山田 猪太郎（やまだ いたろう、1857年8月10日（安政4年6月21日） - 1906年（明治39年）3月7日）は、日本の政治家、衆議院議員（2期）。

## 経歴
秋田県出身。1878年、秋田県師範学校伝習科卒。成章小学校(秋田県大館市)長、北秋田郡書記、秋田県会議員となる。また、秋田新報編集員、秋田魁新報主筆、東邦協会幹事、善隣義塾幹事、立憲革新党幹事、同党常議員、憲政本党評議員となるほか、大韓帝国に渡り、朝鮮協会を結成する。
1902年の第7回衆議院議員総選挙において秋田県郡部から憲政本党公認で立候補して初当選する。1903年の第8回衆議院議員総選挙で再選。衆議院議員を2期務め、1904年の第9回衆議院議員総選挙は不出馬。1906年に死去した。